# Sfinks Hill
Der Sfinks Hill (englisch; russisch Сопка Сфинкс Sopka Sfinks, deutsch ‚Sphinxhügel‘) ist ein Hügel an der Knox-Küste des ostantarktischen Wilkeslands. Er ragt in den Bunger Hills auf.
Wissenschaftler einer Sowjetischen Antarktisexpedition kartierten und benannten ihn 1956. Das Antarctic Names Committee of Australia übertrug diese Benennung in einer transkribierten Teilübersetzung ins Englische.